# Axel Erik Roos
Axel Erik Roos, född  12 augusti 1684 på Årnäs gård i Västergötland, död 14 december 1765 på godset Lövås i Gestads socken i Dalsland, var en svensk friherre, officer och livdrabant hos Karl XII samt landshövding i Älvsborgs län. Han benämns ofta enbart Axel Roos och var son till Carl Gustaf Roos.

## Stora nordiska kriget
Axel Roos blev år 1700 page hos Karl XII och åtföljde sedan kungen under de närmaste tio krigsåren och deltog i en stor mängd krigshändelser. Han deltog i landstigningen på Själland 1700, slaget vid Narva senare samma år, och övergången av Düna 1701. Roos utnämndes till fänrik vid Södermanlands regemente 1704 och löjtnant vid Närke-Värmlands regemente 1706. Roos antogs till drabant vid drabantkåren 1708, deltog i slaget vid Poltava 1709 och åtföljde därefter kungen till Turkiet. Där utmärkte han sig med lysande tapperhet under kalabaliken i Bender 1713 och räddade kungens liv tre gånger samma dag, bland annat genom att skydda kungen med sin egen kropp.
Han utnämndes till generaladjutant 1713 och samma år till överste vid Södra skånska kavalleriregementet. Under de följande åren användes Roos av kungen i flera krävande och hemliga uppdrag. Under en sådan resa togs han 1716 till fånga av danskarna, men lyckades rymma till Skåne och återförenade sig med Karl XII i Lund. Roos deltog därefter i norska fälttåget 1718 och belägringen av fästningen Fredriksten, där kungen blev ihjälskjuten.
Roos sårades 16 gånger under de karolinska fälttågen, bland annat vid Klissov 1702, Fraustadt 1706 och Stralsund 1715. Det är känt att kungen hyste stort förtroende för honom och kallade honom "Roosen", samt att han nästan alltid fanns i kungens omedelbara närhet under fälttågen.

## Efter Stora nordiska kriget
År 1722 befordrades Roos till generalmajor av kavalleriet, och blev 1725 chef för Nylands och Tavastehus dragonregemente. 1728 erhöll han befäl över Bohusläns dragonregemente. Efter sin tid som regementschef utnämndes han 1740 till landshövding i Älvsborgs län. Han erhöll 1749 avsked med generallöjtnants grad och landshövdings lön som pension. Han bodde på gården Lövås och dog 81 år gammal. Vid hans begravning 1766 samlades en mycket stor skara av de förnämsta adelsmännen i landet.

## För eftervärlden
Roos levnadsöde tecknades i riksdagsmannen Lennart Magnus Ugglas åminnelsetal vid begravningsakten 1766, senare utgivet under titeln: Åminnelsetal öfver generallöjtnanten, landshöfdingen m. m. friherre Axel Erik Roos.
Roos har ingående berättat om kalabaliken i Bender i en skrift som han själv överlämnade till drottning Ulrika Eleonora. Berättelsen trycktes 1757 och har därefter tryckts om flera gånger. Originalhandskriften förvaras numera i riksarkivet.
Det anses att "Axel" i Esaias Tegnérs dikt med samma namn är Axel Erik Roos.
Ett monument över Axel Roos restes 1919 vid platsen där Gestads gamla kyrka låg före år 1800, alltså på platsen där han är begravd. Roos värja och sporrar förvarades under närmare två hundra år i Gestads nya kyrka, tills de stals 1983 vid ett inbrott. De har inte återfunnits.

## Familjeförhållanden
Axel Erik Roos var son till generalen Carl Gustaf Roos, känd bland annat för att ha fört befäl över en infanterikolonn i slaget vid Poltava. Hans mor var Christina Maria Sparre af Rossvik, dotter till kammarherre Johan Sparre af Rossvik och Emerentia Stake. Två av Axel Roos bröder stupade som officerare under kampanjer i Polen och Tyskland.
Axel Erik Roos var gift första gången med Elisabeth Juliana Lilliehöök af Fårdala, dotter till Seved Lilliehöök af Fårdala och friherrinnan Magdalena Wilhelmina Coyet. I det äktenskapet föddes två barn, varav dottern var gift Svinhufvud i Wästergötland och Adelheim. Roos gifte sig andra gången med Hedvig Charlotta Cronhielm af Flosta, dotter till Gustaf Cronhielm och grevinnan Maria Wallenstedt, Lars Wallenstedts dotter. I det äktenskapet föddes nio barn, varav tre avled späda. Sonen Axel Carl Roos stupade vid Peenemünde skans. Två döttrar gifte sig Ribbing af Koberg och Roos af Hjelmsäter. Alla söner avled innan Axel Erik Roos, varmed han slöt friherrliga ätten Roos på svärdssidan.